# مرتسویلر
مرتسویلر (به فرانسوی: Mertzwiller) یک کمون در فرانسه با جمعیت ۳٬۵۵۰ نفر است که در Canton of Niederbronn-les-Bains واقع شده‌است.